# Portrait de Paul-Eugène Milliet
Portrait de Paul-Eugène Milliet est une peinture du peintre néerlandais Vincent van Gogh, réalisée en septembre 1888 à Arles.
Paul-Eugène Milliet était sous-lieutenant au 3e régiment de zouaves qui avait ses quartiers à la Caserne Calvin située boulevard des Lices à Arles. Vincent Van Gogh lui a donné des leçons de dessin et en échange Milliet a pris certaines peintures de Van Gogh pour les emmener à Paris. À son retour à Arles, fin septembre 1888, Milliet lui a remis une série de gravures sur bois d'Ukiyo-e et d'autres peintures choisies par le frère de Van Gogh, Théo. Dans les jours qui suivirent Van Gogh a exécuté ce portrait de Milliet.
Dans la première version de La Chambre de Van Gogh à Arles, réalisée en octobre 1888, le portrait de Milliet est accroché à la droite du portrait d'Eugène Boch.